# Microsoft Messaging
Обмін повідомленнями (також відомий як Microsoft Messaging, а віднедавна Windows Operator Messages) — це програма універсальної платформи Windows для обміну миттєвими повідомленнями для Windows 8 / 8.1, Windows 10 і Windows 10 Mobile. Мобільна версія дозволяє обмінюватися SMS, MMS і RCS повідомленнями. Версія для настільного ПК обмежена показом SMS-повідомлень, надісланих через Skype, і платіжних SMS-повідомлень від оператора LTE.
Нещодавно програму було перепрофільовано на програму тарифного плану передачі даних для SMS, за допомогою якої ваш мобільний оператор надсилає повідомлення про ваш тарифний план.